# Fáy István (államtitkár)
Fáy István, Fáy István Károly Emil (Pozsony, 1881. január 5. – Buenos Aires, 1959. augusztus 9.) magyar jogász, szolgabíró, főispán, közoktatásügyi államtitkár, országgyűlési képviselő.

## Élete
Református vallásban született. Budapesten és Berlinben folytatott jogi egyetemi tanulmányokat, majd közigazgatási pályára lépett. 1902–1906 között különböző alsóbb szintű vármegyei tisztségeket töltött be, amik után 1906-ban a tatai járás főszolgabírója lett. 1918-ban közélelmezési kormánybiztosi kinevezést kapott a miskolci kerületbe, majd 1920-ban Kecskeméten lett főispán. 1922-től Csanád-Arad-Torontál vármegye, 1937-től Debrecen és Hajdú vármegye, 1938-ban pedig Pest vármegye főispáni tisztségét töltötte be.
Mint nagy műveltségű, széles látókörű politikus, 1939-ben vallás- és közoktatási államtitkári kinevezést kapott Teleki Pál kormányában; e pozíciójából Szálasi Ferenc hatalomra kerülésekor, 1944. október 15. után saját kérésére mentették fel.
Időközben országgyűlési képviselői mandátumot is szerzett: a jászapáti választókerület képviselői helye ugyanis 1940 januárjában megüresedett, az 1939-es általános választáson megválasztott, nyilaspárti Orosz Mihály mandátumának bíróság általi megsemmisítésével, s az 1940. február 25-i pótválasztáson a kormányon lévő Magyar Élet Pártja (MÉP) őt indította a kerületben. Ellenjelöltje nyilaspárti programmal a híres festőművész Vágó Pál azonos nevű, mérnök fia volt, de Fáy közel 60 %-os eredménnyel magabiztos győzelmet szerzett.
1926. március 10-én Budapesten feleségül vette a nála 16 évvel fiatalabb Geréby Katalin Máriát.
1945-ben külföldre távozott, haláláig Argentínában élt.